# فوميو هاياشي
فوميو هاياشي (باليابانية: 林文夫؛ بالكانا: はやし ふみお) هو بروفيسور واقتصادي وأستاذ جامعي ياباني، ولد في 18 أبريل 1952 في غيفو في اليابان.